# Sandra Morin
Pour les articles homonymes, voir Morin.
Sandra Morin est une femme politique provinciale canadienne. Elle a été députée du Nouveau Parti démocratique de la Saskatchewan à l'Assemblée législative de la Saskatchewan dans la circonscription de Regina-Walsh Acres de 2003 jusqu'à ce qu'elle fut défaite par le candidat du Parti saskatchewanais Warren Steinley lors de l'élection saskatchewanaise du lundi 7 novembre 2011.